# Нумата (посёлок)
Нумата (яп. 沼田町 Нумата-тё:) — посёлок в Японии, находящийся в уезде Урю округа Сорати губернаторства Хоккайдо. Площадь посёлка составляет 283,21 км², население — 3380 человек (30 июня 2014), плотность населения — 11,93 чел./км².

## Географическое положение
Посёлок расположен на острове Хоккайдо в губернаторстве Хоккайдо. С ним граничат города Фукагава, Румои и посёлки Типпубецу, Хокурю, Обира.

## Население
Население посёлка составляет 3380 человек (30 июня 2014), а плотность — 11,93 чел./км². Изменение численности населения с 1980 по 2005 годы:
| 1980 | 6207 чел. |  |
| 1985 | 5640 чел. |  |
| 1990 | 5206 чел. |  |
| 1995 | 4745 чел. |  |
| 2000 | 4373 чел. |  |
| 2005 | 4041 чел. |  |